# Tembleque
Tembleque es un municipio y localidad española de la provincia de Toledo, en la comunidad autónoma de Castilla-La Mancha. El término municipal tiene una población de 2009 habitantes (INE 2024).

## Toponimia
Aparece citada como Trenblec en 1228, como Temblech en 1241 y como Tembleque en 1517. Se dice que previamente en el lugar existió una Venta de Tiembles —de donde procedería el topónimo—, quizás fundada por gentes de El Tiemblo, de Tielmes o de Tiermes, a partir de la cual se desarrollaría la aldea.
Etimológicamente, presenta la misma base que el verbo latino vulgar tremulare ‘temblar’, formado a partir del adjetivo tremulvs ‘tembloroso’. Este, a nivel toponímico, se le ha dado el valor de pradal o atolladero, por lo que su derivado tiemblo aludiría a terrenos pantanosos o zonas que se encharcan con facilidad. Por tanto, Tembleque podría derivar de tiemblo o de tremulvs mediante un sufijo -ecus. Otra posibilidad es que, dado que un gentilicio de Tielmes es tembleco o tembleque, fuera un nombre de procedencia, creado a partir de dicho gentilicio.

## Geografía
La localidad está situada en la parte central de la península ibérica, ubicada junto a la autovía A-4 que une a Madrid con Andalucía. La distancia que la separa de Madrid es de 92 km y de la capital de la provincia de 55 km. Su altitud sobre el nivel del mar es de 637 m.
| Noroeste: Villanueva de Bogas | Norte: La Guardia | Noreste: El Romeral |
| Oeste: Mora                   |                   | Este: Lillo         |
| Suroeste: Turleque            | Sur: Madridejos   | Sureste: Villacañas |

## Historia
La historia de Tembleque está ligada a la de la ciudad de Toledo. Por su situación geográfica, se asocia la villa de Tembleque al territorio carpetano, romanizado a partir del 193 a. C. año en que es conquistada Toletum (Toledo). Con el declive de Roma, la región será ocupada por los visigodos y en el 711 por los ejércitos musulmanes.
Posteriormente, fue conquistada por las tropas cristianas tras la toma de Toledo por Alfonso VI de León, en 1085, y puesta bajo el dominio de Consuegra. Hacia 1183, el rey Alfonso VIII de Castilla dona Consuegra y todo su territorio a la orden de San Juan de Jerusalén.

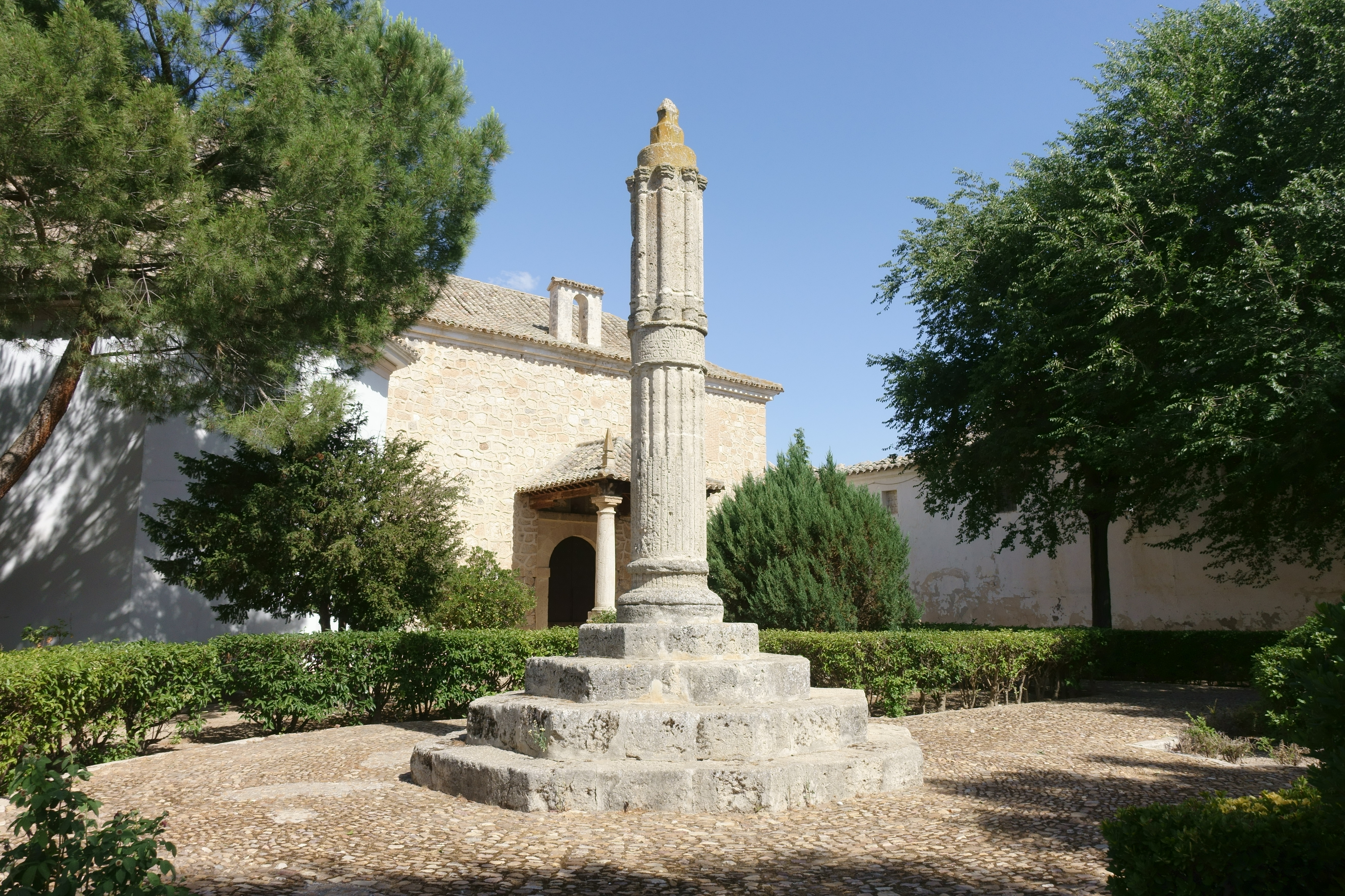
Rollo de justicia

Tras la batalla de las Navas de Tolosa, el prior de la Orden de San Juan de Jerusalén otorga carta de población a Tembleque en 1241. En 1509, la reina Juana le otorga la condición de villa. La buena situación de la villa, la importancia que cobra la venta de lana, y por tanto importancia de la trashumancia hacen que en este periodo Tembleque viva una etapa floreciente.
Durante la Edad Moderna, la villa experimentó una fase decadente que se acrecentó durante los siglos XVIII y XIX.El 14 de septiembre de 1801 sufrió una grave inundación. Durante la guerra de la Independencia fue saqueada e incendiada, con la destrucción de 92 casas. A mediados del siglo XIX, el lugar contaba con una población censada de 2935 habitantes. La localidad aparece descrita en el decimocuarto volumen del Diccionario geográfico-estadístico-histórico de España y sus posesiones de Ultramar de Pascual Madoz de la siguiente manera:

TEMBLEQUE: v. con ayunt. en la prov. y dióc. de Toledo (8 leg.), part. jud. de Lillo (3), aud. terr. de Madrid (14), c. g. de Castilla la Nueva. sit. en lo mas bajo de una dilatada cañada rodeada de altos cerros que la dominan; es de clima templado, reinan los vientos N. y S., y se padecen intermitentes. Tiene 700 casas, la consistorial, cárcel, un palacio propio de los Sres. Fernandez Alejo, que es el edificio mas notable de la v.; escuela de niños sostenida por retribucion, á la que asisten 140; otra de niñas en la que se educan 40; un conv. suprimido de San Francisco, sin uso alguno; igl. parr. (la Asuncion) con curato de segundo ascenso, de patronato del gran prior de San Juan, como perteneciente al terr. de la orden (V. Alcázar); el edificio es magnifico todo de piedra sillería, con una hermosa torre de la misma clase; 5 ermitas, Ntra. Sra. do Gracia, Vera-cruz, Ntra. Sra. de Loreto, Ntra. Sra. de la Victoria y la Concepcion, y en la tercera el cementerio. Se surte de aguas potables en pozos comunes que las tienen gruesas y de regular sabor, existiendo ademas 2 lagunas, una al E y otra al O., llamadas de la Vega y Villaverde, que no dejan de perjudicar á la salud. Confina el térm. por N. con el de la Guardia; E. el Romeral; S. Madridejos; O. Villanueva de Bogas, cuyos pueblos distan de 1 á 4 leg. y comprende varias casas, silos, huertas y una ermita, con la advocacion del Santísimo Cristo de la Palma, sit. en un valle llamado de Algodor á 2 leg. O. de la v. por hallarse bañado por el pequeño r. de este nombre, en cuyas márg. se hallan algunas alamedas, viñas y olivar, con un molino harinero y un pequeño puente. El terreno es llano con algunos cerros, de mediana calidad: los caminos generales, cruzando de N. á S. por medio del pueblo la carretera de Andalucía: el correo se recibe en la estafeta del pueblo por el conductor del general diariamente; pasan igualmente los coches de las empresas de diligencias. prod.: trigo, cebada, centeno, avena, salicor y vino; se mantiene ganado lanar, vacuno y mular, y se cria caza menuda y animales dañinos. ind. y comercio: 6 molinos harineros de viento, 3 fáb. de chocolate y una nacional de salitres, en la que se ocupa un considerable número de operarios; se trafica en granos y se celebra una feria el 24 de agosto. pobl.: 728 vec., 2,935 alm. cap. prod.: 2.410,000 rs. imp.: 61,830. contr.: segun el cálculo oficial de la prov. 74'48 por 100. presupuesto municipal 32,249 del que se pagan 5,000 al secretario por su dotacion y se cubre con 13,548 por ingresos de propios y el resto por repartimiento vecinal.
En 1509 era esta v. ald. de Consuegra y obtuvo privilegio de esencion y villazgo de la reina Doña Juana; conservándose en la encomienda de San Juan, á que antes con su matriz pertenecia. Esta v. por su baja sit. está espuesta á graves inundaciones de las aguas llovedizas, como ha sucedido alguna vez, particularmente en 14 de setiembre de 1801, en que una tempestad anegó mas de la mitad de la v. y quedaron destruidos muchos edificios, con la consiguiente pérdida de personas é intereses, entrando el agua en la igl. hasta mas de 2 varas de altura. En la guerra de la Independencia, después del desastre de Ocaña fue saqueada é incendiada, quedando destruidas 92 casas.
Es patria de Fr. Martin de Rojas y Portalrubio, ob. de Malta; de Ocampo y Borja, ob. de Milan; de Fr. Francisco de Sanchez Grande, distinguido jesuita; de Fr. Angelo de las Parras, confesor electo de Felipe IV; de D. Manuel López Pintado, marqués de Torreblanca, vizconde de Cabrera, etc.
(Madoz, 1849, p. 690)

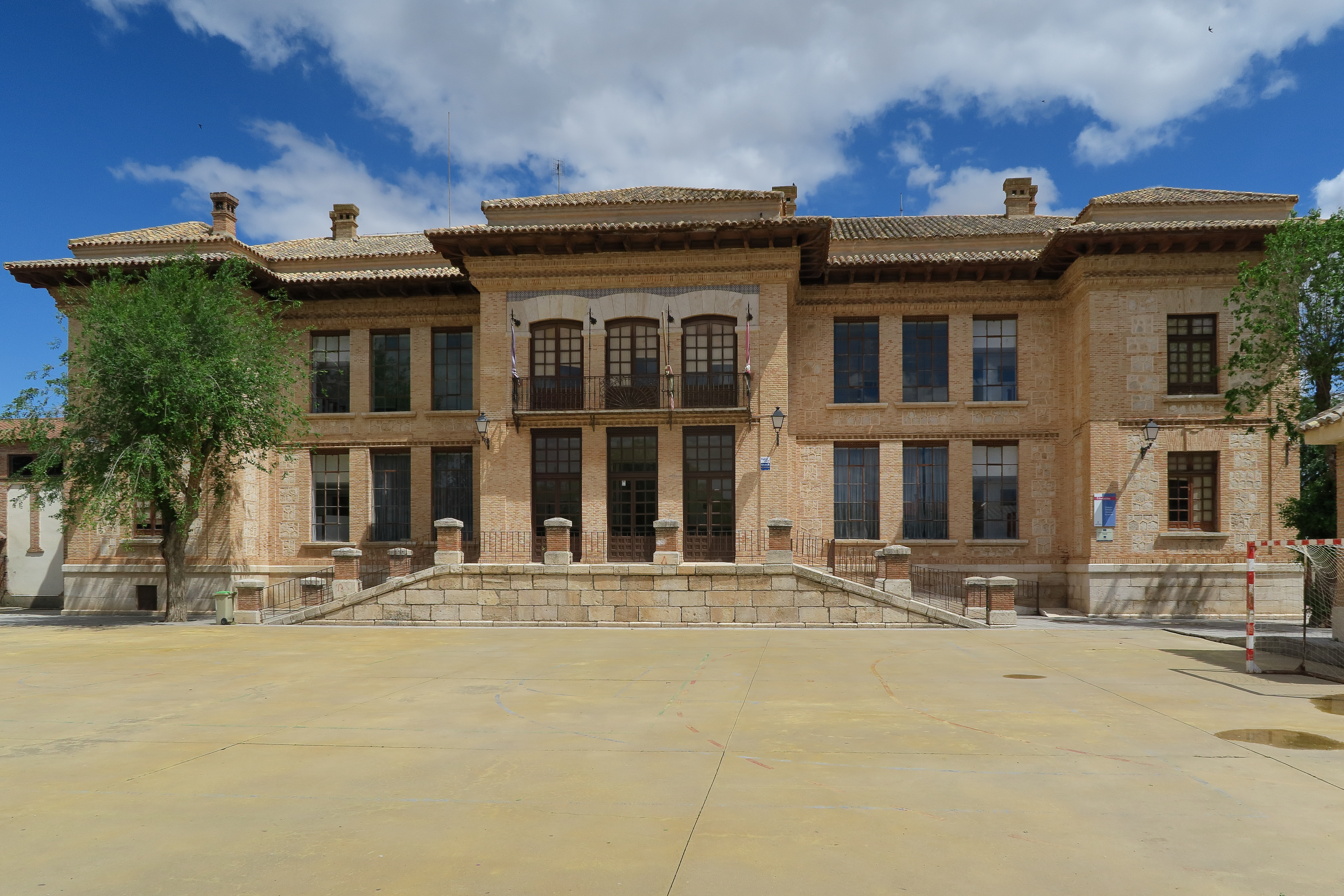
Grupo Escolar Antonia González

En el siglo XX, tras la mecanización agraria, su población se estabilizó en torno a los 2000 habitantes, que dependen en su mayoría de las actividades agrarias y del sector servicios. La implantación de fábricas a partir de la década de 1990 y las buenas comunicaciones de la localidad han permitido a Tembleque mantener su población y diversificar sus ocupaciones.

## Demografía
Cuenta con una población de 2009 habitantes (INE 2024).
| Gráfica de evolución demográfica de Tembleque entre 1842 y 2021                                                       |
| |
| Población de derecho según los censos de población del INE. Población de hecho según los censos de población del INE. |

## Comunicaciones

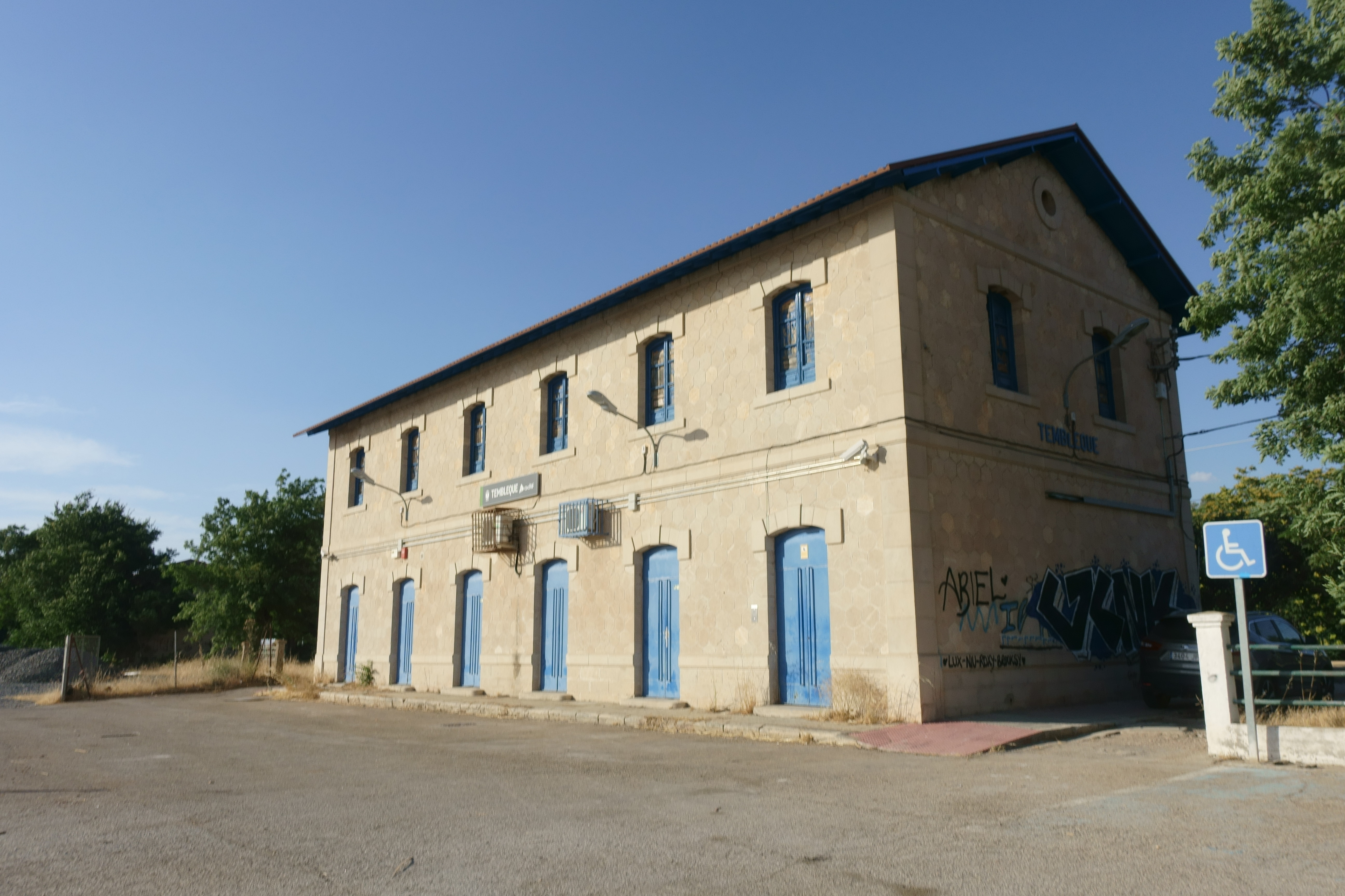
Estación de Tembleque

Las carreteras del municipio son: la A-4, que enlaza Madrid con Tembleque, la CM-410 enlaza Mora con Tembleque, y la CM-3000, que enlaza Tembleque con El Romeral.

## Símbolos

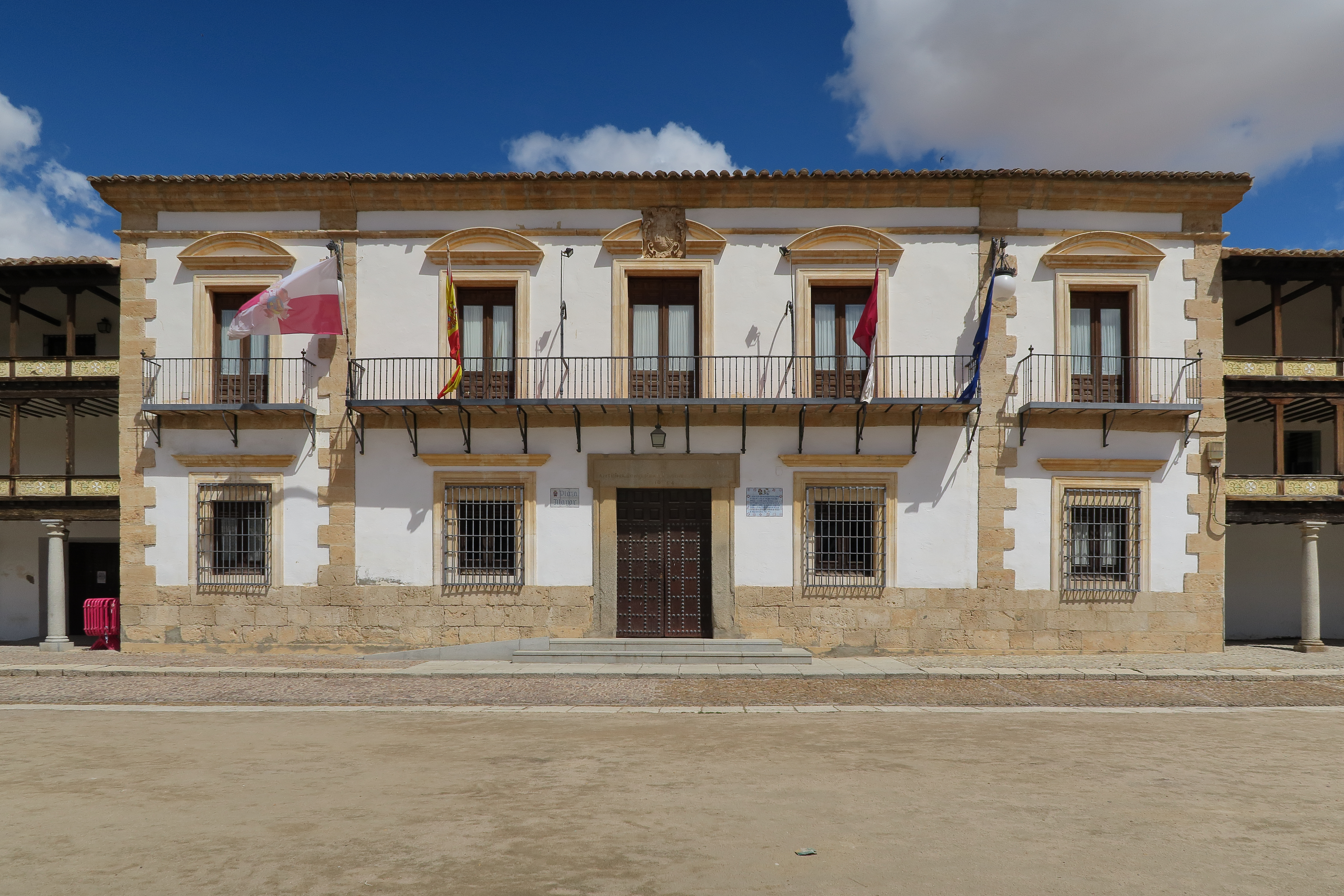
Casa consistorial

La distribución de las figuras heráldicas es la siguiente:
Un castillo de tres torres, con la central más grande, simboliza la grandeza, elevación y fortaleza de esta Villa; hay un árbol en un terruño o pequeño montículo (lo que en heráldica se llama artal terrosado), que significa fidelidad; también hay una horca, que significa la administración local y justicia; y un cañón añadido por la reina doña Juana, por la gran ayuda que prestaba el salitre de Tembleque a la Real Artillería. Como ornamentos externos, la Cruz de San Juan de Jerusalén.

## Patrimonio

### Arquitectura civil
Plaza Mayor
Edificación típicamente manchega, de planta cuadrada con pórtico de columnas de granito y corredores en su planta superior, con soportes y ornamentación realizados en madera siguiendo las orientaciones de las construcciones de uso popular del siglo XVII. Las ornamentaciones realizadas en yeso representan cruces de la Orden de San Juan de Jerusalén, como tributo a su tutela medieval. Diseñada para cumplir una doble función, la pura urbanística y centro de la vida de la población y la de plaza de toros, por lo que los corredores en sus dos alturas superiores son abiertas. En uno de sus lados está el Ayuntamiento, construido en 1654; el acceso principal está cubierto por un voladizo coronado por un mirador a cuatro aguas. La mayor parte de las columnas y pilares originales fueron sustituidos a finales del siglo XX por otros nuevos.
Durante 2016 y comienzos de 2017 se llevó a cabo la rehabilitación de parte de la fachada oeste de la plaza, derrumbada en 2013. Dicha obra fue financiada por el Ministerio de Cultura, el Ayuntamiento de Tembleque y la Consejería de Cultura de Castilla-La Mancha.

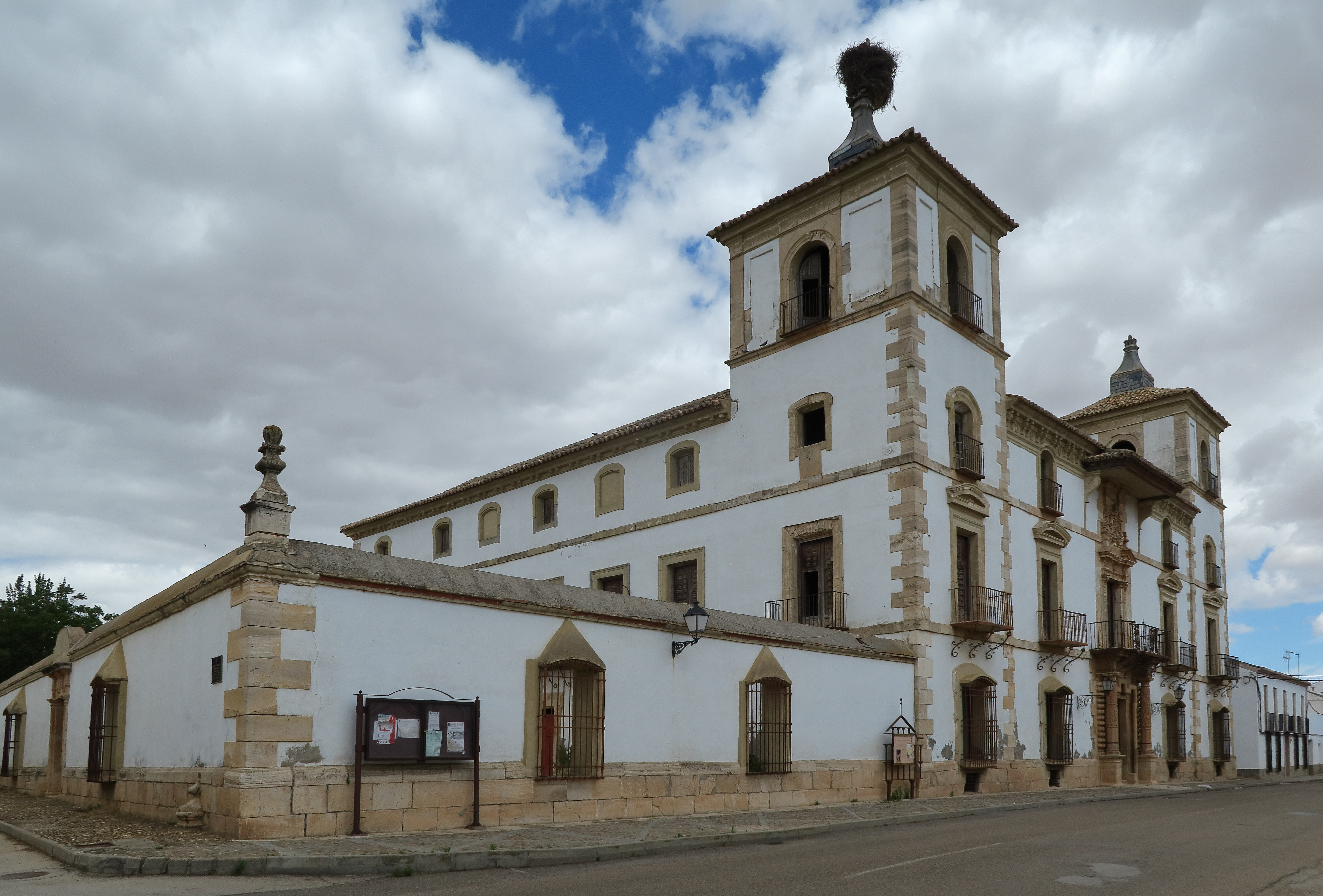
Casa de las Torres
Construida por Antonio Fernández Alejo en el siglo XVIII como casa-palacio. De estilo barroco. Tiene planta cuadrada con patio central, columnas toscanas de piedra y doble galería. Del conjunto destaca su portada por sus diversos motivos ornamentales. Declarada Monumento Histórico Artístico desde 1979.

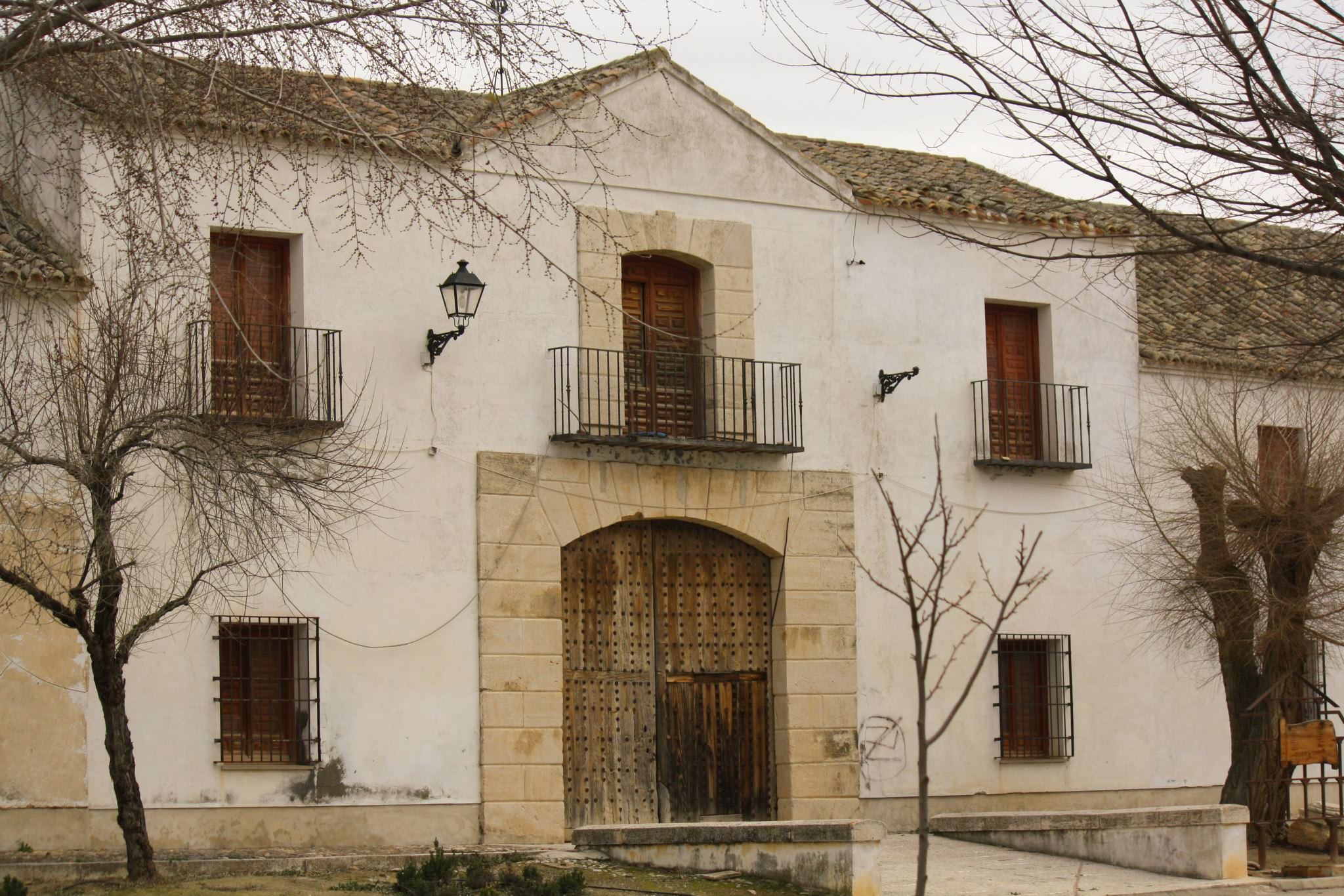
Casa de Postas
Construida en el siglo XVIII. Tiene planta rectangular, de 60 x 40 metros, estructurada en tres cuerpos y dos pisos de eje central y cuatro alas laterales. Actualmente es conocida con el nombre de «Cuartel Viejo».

### Arquitectura religiosa

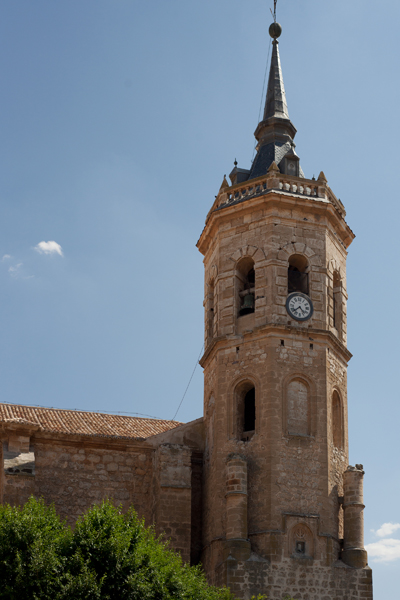
Iglesia de Nuestra Señora de la Asunción
Construida en el siglo XVI y ampliada en el siglo XVIII. De estilo de transición del gótico al renacimiento. Tiene una enorme planta de cruz latina con cabecera poligonal, de una sola nave y bóveda de crucería de estilo gótico. Adosada al templo se encuentra la ermita de la Virgen del Rosario.
Ermita de la Purísima Concepción

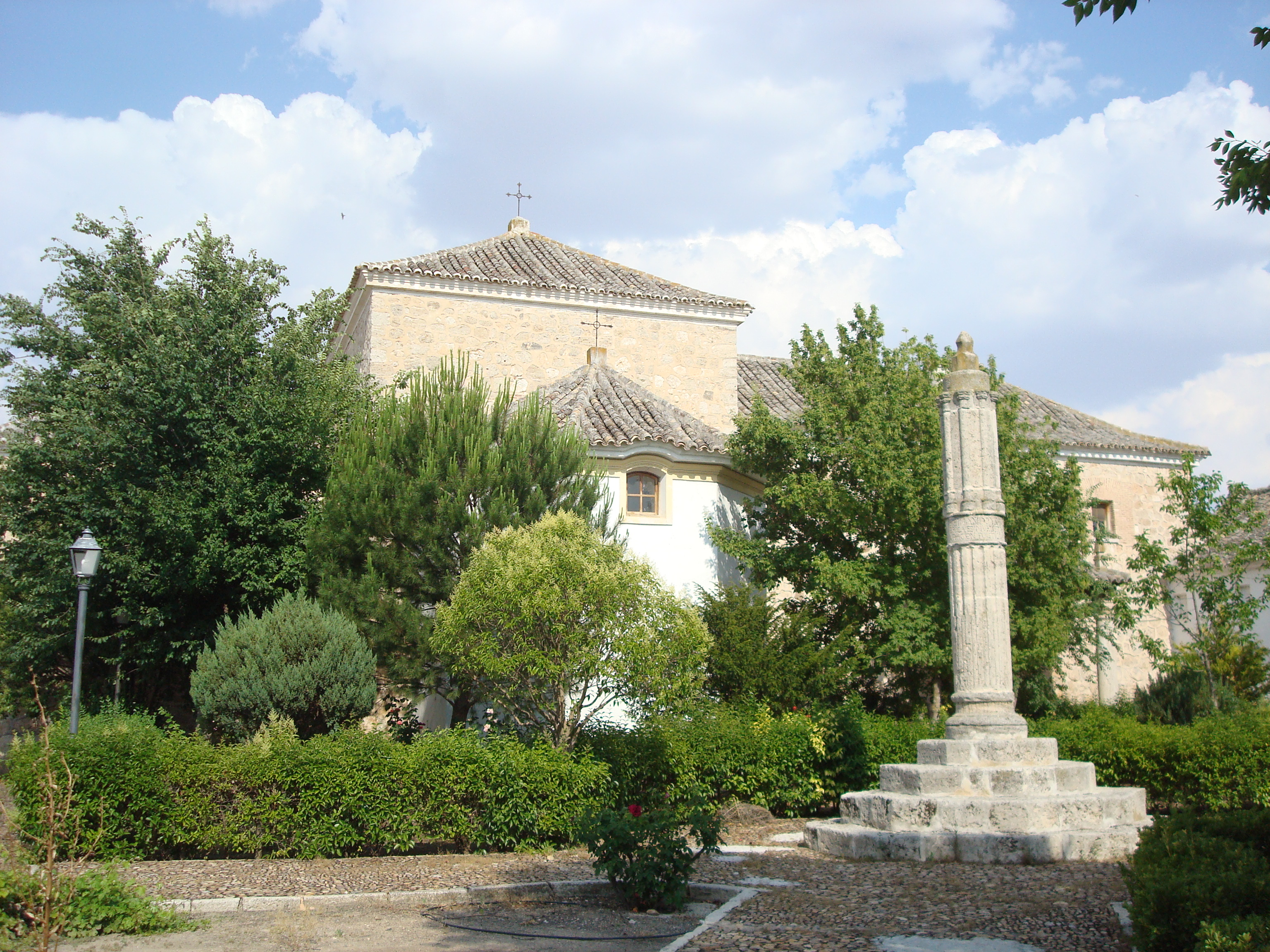
Ermita de la Purísima Concepción y rollo de justicia

Edificio de una sola nave con crucero, destacando en altura y no en planta y cabecera recta. El acceso se realiza por un pequeño pórtico lateral izquierdo, puesto que el acceso de los pies está cegado. En este mismo lado, a la altura del crucero, tiene adosada una pequeña capilla pentagonal, que se interioriza en un heptágono de fábrica evidentemente posterior. Fue restaurada por la Escuela Taller de Restauración de Tembleque en los años 1985-1988.
Ermita del Cristo del Valle
Llamada también del Cristo de la Palma. Está ubicada en las proximidades del embalse de Finisterre. Construida en el siglo XVII, destaca por la decoración en cornisas, pilastras y bóvedas realizadas con motivos florales de estilo barroco. En la actualidad se celebran en la ermita dos romerías al año: una el segundo domingo del mes de mayo, y otra el último domingo de septiembre.

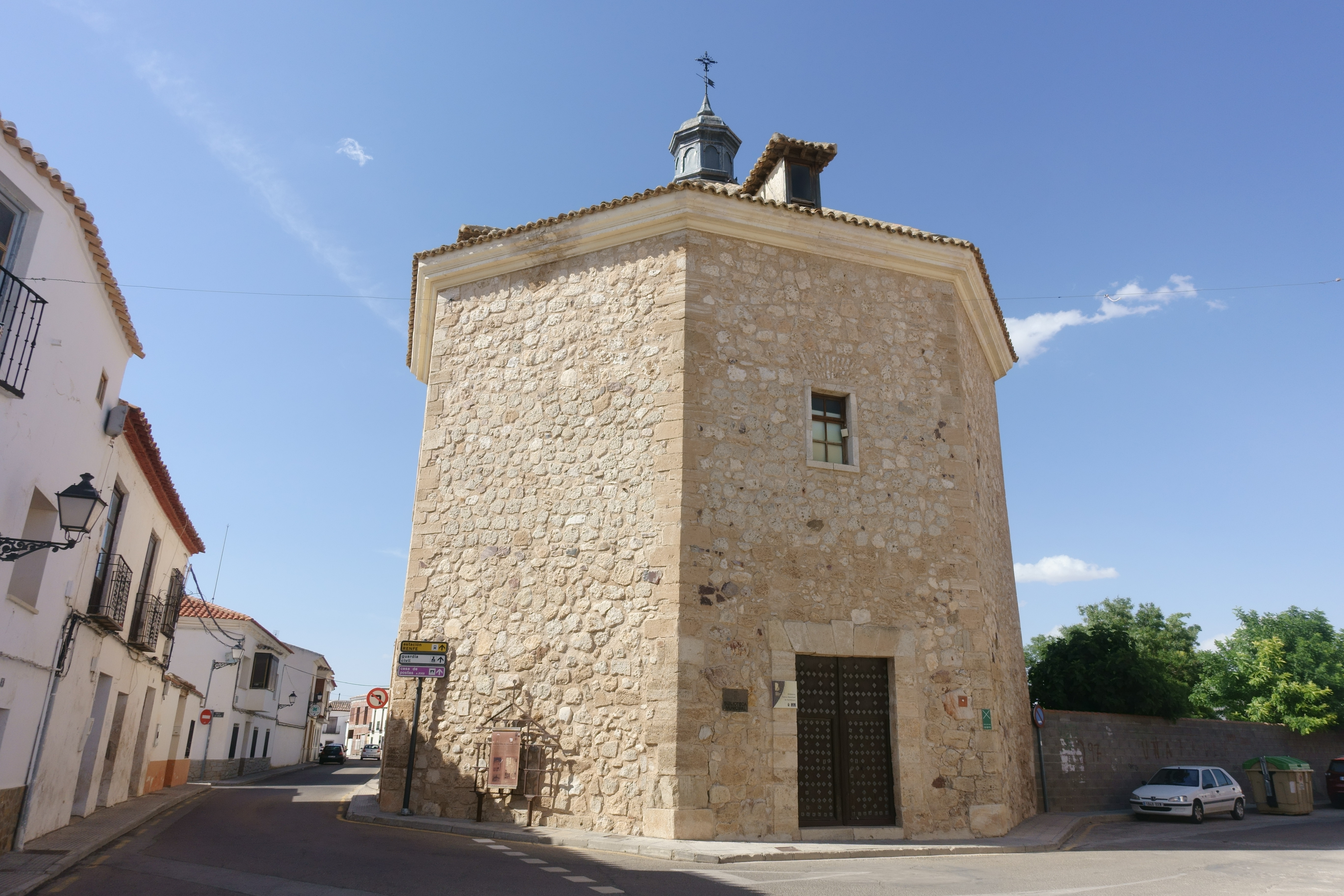
Ermita de la Veracruz
Edificio de tipología atípica y singular, de planta centralizada y resuelto en un octógono coronado por cúpula que no se trasdosa al exterior, cuyos antecedentes más remotos pueden encontrarse en el Santo Sepulcro de Jerusalén, y más recientemente en el románico del siglo XII, como las iglesias de Eunate (Pamplona) y de la Veracruz (Segovia). En ella ha permanecido enterrado durante muchos años un miembro de la ilustre familia de los Torres. Por su extrema sobriedad y pureza arquitectónica puede fecharse en la segunda mitad del siglo XVIII. Ha sido rehabilitada por la Escuela Taller Tembleque III para biblioteca y archivo municipal.

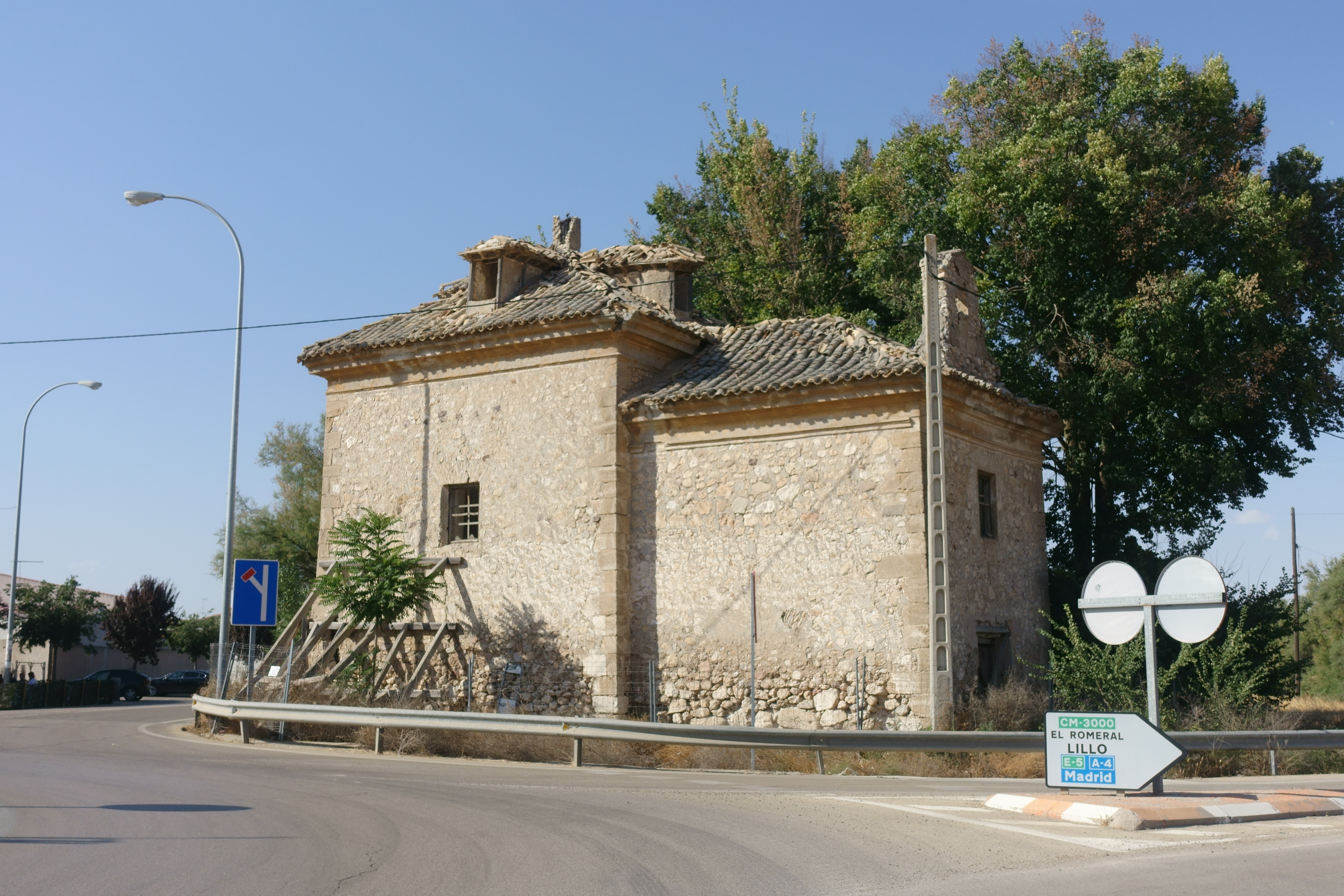
Ermita de Loreto
De estilo barroco, fue construida en el siglo XVIII. Fue construida en fábrica de mampostería con refuerzos en las esquinas de sillería. Las cubiertas, a cuatro y tres aguas se resuelven mediante teja curva tradicional. Destacan en la cubierta las pequeñas ventanas en forma de "perros sentados" que iluminan la cúpula de interior y el pequeño arco, actualmente cegado, donde algún día debió ubicarse una pequeña campana. Así mismo, en su fachada exterior destaca la decoración de las cornisas bajo el alero de la cubierta que se realiza mediante molduras.
El edificio consta de una única nave, dividida en dos partes mediante un arco toral, la primera, de acceso, está cubierta por una bóveda de medio cañón con un arco fajón en el centro, y la interior, bajo la cual debió ubicarse el altar primitivo, hoy desaparecido, se cubre mediante una cúpula semiesférica de media naranja. El interior se encuentra decorado mediante cornisas de molduras horizontales que resaltan los arranques de la bóveda y cúpula, así como otras verticales que imitan a pilastras. Así mismo existen varias ventanas, una en la cabecera del edificio, sobre la puerta de acceso principal, y dos más enfrentadas bajo los muros laterales de cúpula de media naranja.
En la actualidad el edificio, de gran presencia, simpleza y sutil elegancia, se encuentra en un avanzado y progresivo estado de ruina, habiendo sido apuntalado para evitar su ruina en una de las esquinas en la que se observan grandes grietas y acotado para evitar el acceso al mismo por el riesgo que entraña. Así mismo, sus cubiertas se encuentran muy deterioradas, con pérdida de parte de las tejas.

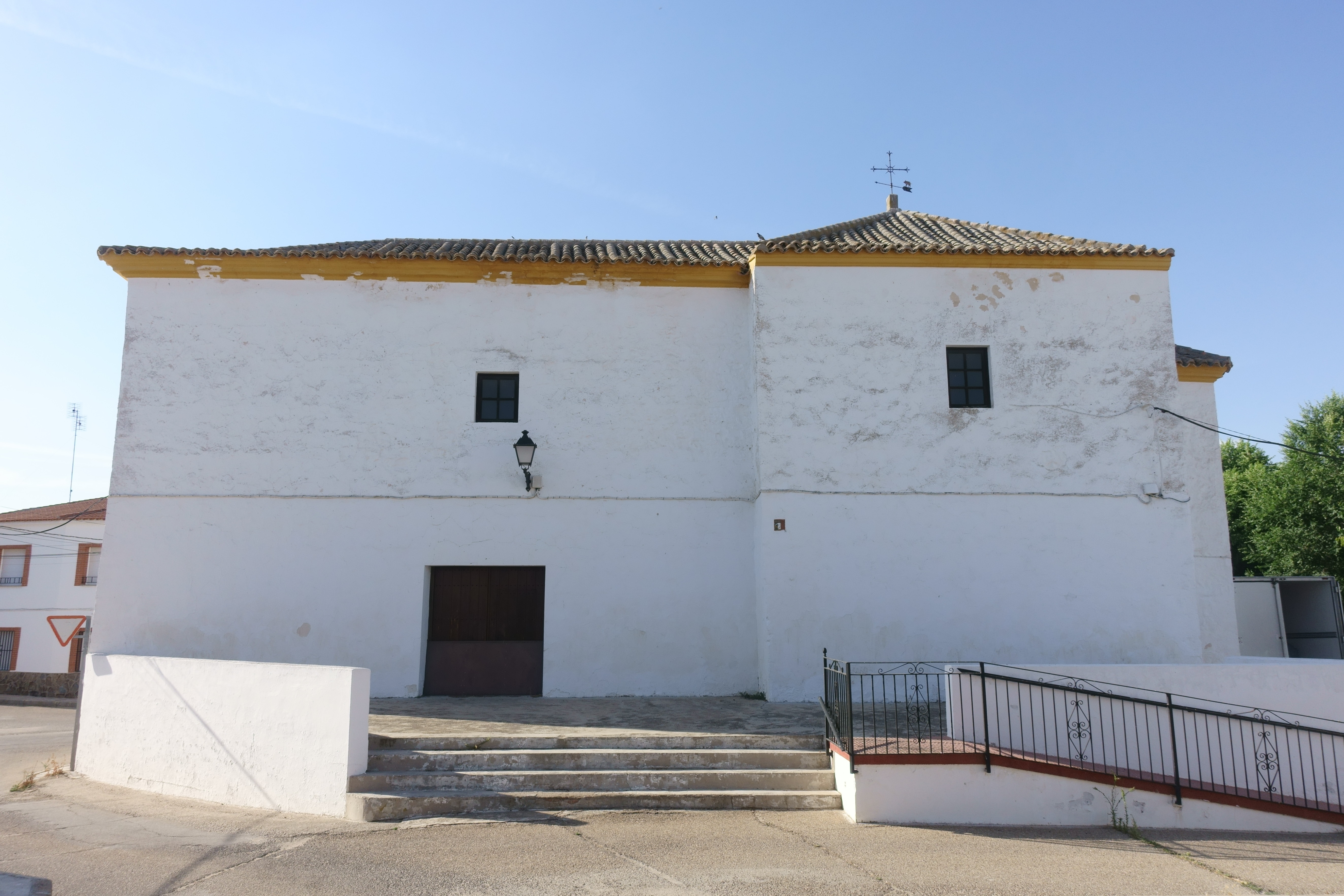
Ermita de San Antón
Construida a mediados del siglo XIX. Está situada en el típico y popular barrio de San Antón. Junto a ella se enciende la hoguera de San Antón. Recientemente fue descubierta una cueva que fue sellada.

## En la literatura
Tembleque es uno de los lugares donde se desarrolla la novela El último judío (1999) de Noah Gordon, ya que en su castillo vive uno de los antagonistas, el conde Ferrán Vasca.